# Grand Prix Itálie 1971
Grand Prix Itálie 1971 (oficiálně 42o Gran Premio d'Italia) se jela na okruhu Autodromo Nazionale Monza v Monze v Itálii dne 5. září 1971. Závod byl devátým v pořadí v sezóně 1971 šampionátu Formule 1.

## Kvalifikace
| Poř. | No. | Jezdec             | Konstruktér           | Čas     | Ztráta |
| ---- | --- | ------------------ | --------------------- | ------- | ------ |
| 1    | 12  | Chris Amon         | Matra                 | 1:22.40 | —      |
| 2    | 3   | Jacky Ickx         | Ferrari               | 1:22.82 | +0.42  |
| 3    | 20  | Jo Siffert         | BRM                   | 1:23.03 | +0.63  |
| 4    | 19  | Howden Ganley      | BRM                   | 1:23.15 | +0.75  |
| 5    | 2   | François Cevert    | Tyrrell-Ford          | 1:23.41 | +1.01  |
| 6    | 25  | Ronnie Peterson    | March-Ford            | 1:23.46 | +1.06  |
| 7    | 30  | Jackie Stewart     | Tyrrell-Ford          | 1:23.49 | +1.09  |
| 8    | 4   | Clay Regazzoni     | Ferrari               | 1:23.69 | +1.29  |
| 9    | 11  | Tim Schenken       | Brabham-Ford          | 1:23.73 | +1.33  |
| 10   | 16  | Henri Pescarolo    | March-Ford            | 1:23.77 | +1.37  |
| 11   | 18  | Peter Gethin       | BRM                   | 1:23.88 | +1.48  |
| 12   | 21  | Helmut Marko       | BRM                   | 1:23.96 | +1.56  |
| 13   | 14  | Jackie Oliver      | McLaren-Ford          | 1:24.09 | +1.69  |
| 14   | 10  | Graham Hill        | Brabham-Ford          | 1:24.27 | +1.87  |
| 15   | 7   | John Surtees       | Surtees-Ford          | 1:24.45 | +2.05  |
| 16   | 24  | Mike Beuttler      | March-Ford            | 1:25.01 | +2.61  |
| 17   | 9   | Mike Hailwood      | Surtees-Ford          | 1:25.17 | +2.77  |
| 18   | 5   | Emerson Fittipaldi | Lotus-Pratt & Whitney | 1:25.18 | +2.78  |
| 19   | 22  | Nanni Galli        | March-Ford            | 1:25.19 | +2.79  |
| 20   | 23  | Andrea de Adamich  | March-Alfa Romeo      | 1:25.73 | +3.33  |
| 21   | 28  | Jo Bonnier         | McLaren-Ford          | 1:26.14 | +3.74  |
| 22   | 27  | Silvio Moser       | Bellasi-Ford          | 1:26.54 | +4.14  |
| 23   | 8   | Rolf Stommelen     | Surtees-Ford          | 1:27.92 | +5.52  |
| 24   | 26  | Jean-Pierre Jarier | March-Ford            | 1:28.19 | +5.89  |

## Závod
| Poř.   | No. | Jezdec             | Konstruktér           | Počet kol | Čas/Odstoupení | Pořadí na startu | Body |
| ------ | --- | ------------------ | --------------------- | --------- | -------------- | ---------------- | ---- |
| 1      | 18  | Peter Gethin       | BRM                   | 55        | 1:18:12.60     | 11               | 9    |
| 2      | 25  | Ronnie Peterson    | March-Ford            | 55        | + 0.01         | 6                | 6    |
| 3      | 2   | François Cevert    | Tyrrell-Ford          | 55        | + 0.09         | 5                | 4    |
| 4      | 9   | Mike Hailwood      | Surtees-Ford          | 55        | + 0.18         | 17               | 3    |
| 5      | 19  | Howden Ganley      | BRM                   | 55        | + 0.61         | 4                | 2    |
| 6      | 12  | Chris Amon         | Matra                 | 55        | + 32.36        | 1                | 1    |
| 7      | 14  | Jackie Oliver      | McLaren-Ford          | 55        | + 1:24.83      | 13               |      |
| 8      | 5   | Emerson Fittipaldi | Lotus-Pratt & Whitney | 54        | + 1 kolo       | 18               |      |
| 9      | 20  | Jo Siffert         | BRM                   | 53        | + 2 kola       | 3                |      |
| 10     | 28  | Jo Bonnier         | McLaren-Ford          | 51        | + 4 kola       | 21               |      |
| Ret    | 10  | Graham Hill        | Brabham-Ford          | 47        | Převodovka     | 14               |      |
| NC     | 26  | Jean-Pierre Jarier | March-Ford            | 47        | + 8 kol        | 24               |      |
| Ret    | 24  | Mike Beuttler      | March-Ford            | 41        | Motor          | 16               |      |
| Ret    | 16  | Henri Pescarolo    | March-Ford            | 40        | Zavěšení       | 10               |      |
| Ret    | 23  | Andrea de Adamich  | March-Alfa Romeo      | 33        | Motor          | 20               |      |
| Ret    | 4   | Clay Regazzoni     | Ferrari               | 17        | Motor          | 8                |      |
| Ret    | 3   | Jacky Ickx         | Ferrari               | 15        | Motor          | 2                |      |
| Ret    | 30  | Jackie Stewart     | Tyrrell-Ford          | 15        | Motor          | 7                |      |
| Ret    | 22  | Nanni Galli        | March-Ford            | 11        | Elektronika    | 19               |      |
| Ret    | 11  | Tim Schenken       | Brabham-Ford          | 5         | Zavěšení       | 9                |      |
| Ret    | 27  | Silvio Moser       | Bellasi-Ford          | 5         | Zavěšení       | 22               |      |
| Ret    | 21  | Helmut Marko       | BRM                   | 3         | Motor          | 12               |      |
| Ret    | 7   | John Surtees       | Surtees-Ford          | 3         | Motor          | 15               |      |
| DNS    | 8   | Rolf Stommelen     | Surtees-Ford          | 0         | Nehoda         | 23               |      |
| WD     | 6   | Herbert Müller     | Lotus-Ford            |           |                |                  |      |
| WD     | 15  | Carlos Pace        | March-Ford            |           |                |                  |      |
| WD     | 29  | François Mazet     | March-Ford            |           |                |                  |      |
| Zdroj: |     |                    |                       |           |                |                  |      |

## Průběžné pořadí po závodě
Pohár jezdců
|        | Pořadí | Jezdec             | Body |
| ------ | ------ | ------------------ | ---- |
|        | 1      | Jackie Stewart     | 51   |
| 1      | 2      | Ronnie Peterson    | 23   |
| 1      | 3      | Jacky Ickx         | 19   |
| 4      | 4      | François Cevert    | 16   |
| 1      | 5      | Emerson Fittipaldi | 16   |
| Zdroj: |        |                    |      |

Pohár konstruktérů
|        | Pořadí | Konstruktér  | Body |
| ------ | ------ | ------------ | ---- |
|        | 1      | Tyrrell-Ford | 55   |
|        | 2      | Ferrari      | 32   |
|        | 3      | BRM          | 30   |
| 1      | 4      | March-Ford   | 24   |
| 1      | 5      | Lotus-Ford   | 19   |
| Zdroj: |        |              |      |